# Industrie Discografiche Lacerba
Industrie Discografiche Lacerba è un'etichetta discografica indipendente italiana fondata nel 1982 a Firenze da Paolo Cesaretti, affiancato successivamente dal designer Lapo Belmestieri.

## Storia

### 1980-1982: La fanzineFREE
La Industrie Discografiche Lacerba nacquero nel 1982 da un'idea di Paolo Cesaretti sviluppata in seguito ad in viaggio a Londra in cui Cesaretti finì casualmente nella sede della 4AD dove conobbe i Pankow e poi all'incontro con Vittore Baroni a Forte dei Marmi. Assieme a Lapo Belmestieri, prendendo il nome dalla rivista futurista Lacerba uscita a Firenze tra il 1913 e il 1915, la Industrie Discografiche Lacerba produsse una fanzine chiamata FREE, che conteneva in ogni numero uno split 7 pollici, diviso tra due o più artisti. Il numero uno della fanzine fu pubblicato nel 1982 ed era composta da fogli sciolti, stampati in ciclostile e racchiusi in una busta di plastica assieme al 7" Circuito Chiuso / Wither che vedeva i Diaframma nel lato A ed i Pankow nel lato B. Da qui uscito i primi 5 numeri della fanzine distribuita in edizione limitata nei festival ed eventi di musica rock dell'epoca, con allegati sonori di autori come Schleimer K, Neon, Portion Control, Rinf, Die Form, Minox e dei norvegesi Fra Lippo Lippi.
Successivamente l'idea della rivista fu abbandonata per concentrarsi sulle pubblicazioni discografiche, ma le Industrie Discografiche Lacerba rimasero comunque un contenitore aperto, dedicandosi anche alla produzione di "libri, eventi, collezioni di moda".

### 1983-1989: Industrie Discografiche Lacerba
Se è vero che le Industrie Discografiche Lacerba erano nate come editore di FREE, fu anche vero che con la fine della fanzine l'etichetta proseguì la sua attività indipendentemente da questa e con nuovi progetti. Per i Minox l'etichetta mise in contatto la band con Steven Brown dei Tuxedomoon per curare la produzione artistica e con l'ingegnere del suono Gilles Martin per la produzione tecnica. Con il loro supporto i Minox realizzarono il loro primo album intitolato Lazare (1986). Per i Rinf fu invece scelto il produttore Adrian Sherwood, con il quale la band confezionò gli EP Bang Bang (1987) e Rubber on Rider (1988).
Intanto proprio questi nuovi rapporti portarono l'etichetta a produrre l'album Brown Plays Tenco (1988) dello stesso Steven Brown, in cui il compositore americano si confrontava con i brani di Luigi Tenco.

### 2014-2021: Il nuovo corso
L'etichetta, che nella prima decade dei 2000 aveva ristampato solo pubblicazioni precedenti, tornò attiva nel 2014 con la pubblicazione di At The End Of Modernity?, una compilazione contenente brani inediti e registrati negli anni '80 da Pankow, Twin Vision, Rosemary's Baby, Federico Fiumani, Rinf, Minox, Daniele Biagini e Steven Brown. 
Nel 2018 esce LB/R - La Bellezza Riunita un progetto incentrato sul periodo meno conosciuto di Lucio Battisti, quello cosiddetto degli "Album Bianchi" scritti in collaborazione con Pasquale Panella. L'album contiene brani di Rachele Bastreghi (del gruppo Baustelle), Federico Fiumani, Jukka Reverberi (del gruppo Giardini di Mirò), Max Collini, Bottin, Alexander Robotnick, Little Annie, Myss Keta ed altri. Una raccolta pubblicata solo su cassetta intitolata LB/E - La Bellezza Eccetera contiene versioni inedite e remix. 
Una ristampa aggiornata di "Architettura Sussurrante di Alessandro Mendini" (l'esperimento sonoro del 1983 di Alessandro Mendini) viene pubblicata nel 2019, seguita pochi mesi dopo da una collezione di brani inediti chiamata "Extrasussurrante" che include anche nuovi brani registrati per l'occasione da Bottin, Mauro Sabbione e Maurizio Marsico.
Nel 2021 esce Quality Time, un progetto di Library Music di Bottin, interamente realizzato con tastiere Casiotone prodotte negli anni 80.

## Artisti
- Backwords
- Rachele Bastreghi
- William Bottin
- Steven Brown
- Max Collini
- Diaframma
- Dub Syndicate
- Federico Fiumani
- Die Form
- Fra Lippo Lippi
- Larsen
- Little Annie
- Magazzini Criminali
- Maurizio Marsico
- Matia Bazar
- Minox
- Neon
- Man Parrish
- Myss Keta
- Pankow
- Portion Control
- Jukka Reverberi
- Rinf
- Alexander Robotnick
- Mauro Sabbione
- Ernesto Tomasini